# Dorothy Revier
Dorothy Revier (1904-1993) est une actrice américaine.

## Biographie
Fille d'un musicien, Dorothy Revier aurait été une danseuse de cabaret dès l'âge de 14 ans et aurait été repérée au Tait's Cafe de San Francisco.
Elle fit ses débuts au cinéma en 1921 dans Life's Greatest Question avant d'enchaîner en 1922 avec The Broadway Madonna, dirigé par son premier mari, Harry Revier. Elle pouvait tourner une dizaine de films par an,.
Dans le cinéma muet, elle jouait des personnages de femme fatale dans des films mélodramatiques. Elle sut faire la transition vers le parlant, mais dans des films de série B, gagnant le surnom de "Queen of Poverty Row" quand elle travaillait pour la Columbia (ayant une liaison avec Harry Cohn, son directeur), studio alors peu réputé.
Ancienne WAMPAS Baby Star, son rôle le plus remarquable fut sans doute celui de Milady de Winter dans Le Masque de fer de Douglas Fairbanks.
Elle participa à son dernier film en 1936 (The Cowboy and the Kid, un western dirigé par Ray Taylor) avant de s'adonner à l'écriture et à la peinture.

## Filmographie partielle
- 1924 : The Sword of Valor de Duke Worne
- 1925 : When Husbands Flirt de William A. Wellman
- 1925 : The Fate of a Flirt de Frank R. Strayer
- 1926 : Poker Faces de Harry A. Pollard
- 1927 : L'Escalier des cent marches (The Warning) de George B. Seitz
- 1927 : Supplice de femme (The Siren) de Byron Haskin
- 1928 : La Danse rouge (The Red Dance) de Raoul Walsh
- 1928 : Cleopatra de R. William Neill
- 1928 : Méfiez-vous des blondes (Beware of Blondes)
- 1928 : L'Épave vivante (Submarine) de Frank Capra et Irvin Willat
- 1929 : Le Masque de fer (The Iron Mask) d'Allan Dwan
- 1929 : Force (The Mighty) de John Cromwell
- 1929 : L'Affaire Donovan (The Donovan Affair) de Frank Capra
- 1930 : The Bad Man de Clarence G. Badger
- 1930 : The Way of All Men de Frank Lloyd
- 1931 : The Black Camel de Hamilton MacFadden
- 1931 : Graft de Christy Cabanne
- 1931 : The Last Ride
- 1932 : The King Murder de Richard Thorpe
- 1932 : Cabaret de nuit (Night World) de Hobart Henley
- 1933 : Court-circuit (By Candlelight) de James Whale